# Minnetonka Beach
Minnetonka Beach város az USA Minnesota államában, Hennepin megyében. Lakosainak száma 546 fő (2020. április 1.).

## Népesség
A település népességének változása:
| Lakosok száma | 203  | 539  | 546  |
|               | 1860 | 2010 | 2020 |